# Beaman Cars
Beaman Cars war ein britischer Hersteller von Automobilen.

## Unternehmensgeschichte
Das Unternehmen begann 1984 mit der Produktion von Automobilen und Kits. Der Markenname lautete Beaman. 1985 endete die Produktion. Insgesamt entstanden etwa sechs Exemplare.

## Fahrzeuge
Das einzige Modell war ein Roadster im Stile der 1930er Jahre. Die Basis bildete entweder das Fahrgestell vom Jaguar Mark IX  oder vom Jaguar Mark X.